# Taxus mairei
Taxus mairei är en barrväxtart som först beskrevs av Albert Marie Victor Lemée och Joseph-Henri Léveillé, och fick sitt nu gällande namn av Shiu Ying Hu och Tung Shui Liu. Taxus mairei ingår i släktet idegranar och familjen idegransväxter. Inga underarter finns listade i Catalogue of Life.
Arten förekommer glest fördelad i sydöstra Kina samt på Taiwan. Den växer i låglandet och i bergstrakter mellan 100 och 3500 meter över havet. Taxus mairei ingår bland annat i barrskogar, i blandskogar och i buskskogar. Den är vanligast i områden med kalkstensgrund där de ursprungliga skogarna ersattes med öppnare skogar eller låg växtlighet. I dessa områden kan Taxus mairei hittas längre bort från vattenansamlingar. I skogarna förekommer den oftare nära vattendrag.
Användningsområden uppskattas vara lika som för Taxus wallichiana eller andra idegranar. Träet används som byggmaterial och extrakt från saven är ett botemedel mot cancer. Kvistar och barr kokas ibland för att framställa te eller vin. Därför behövs en särskild behandling på grund av växtens giftighet.
Det intensiva bruket av arten medför en markant minskning av beståndet. Några populationer kan ha minskad med 50 procent under de senaste 100 åren (räknad från 2013). Hela beståndet uppskattas året 2013 vara en miljon individer varav cirka 20 procent är gamla träd. IUCN listar Taxus mairei som sårbar (VU).